# Jeurre
Cet article possède un paronyme, voir Beure.
Pour les articles homonymes, voir Jeurre (homonymie).
Jeurre est une commune française située dans le département du Jura, dans la région culturelle et historique de Franche-Comté et la région administrative Bourgogne-Franche-Comté.

## Géographie
Jeurre, seul village de la vallée construit sur la rive droite de la Bienne, commune située au confluent de la Bienne et de l’Héria. Située dans le parc naturel régional du Haut Jura et dans le Jura Sud, traversée par la Bienne, rivière de 1re catégorie.

### Climat
Pour des articles plus généraux, voir Climat de la Bourgogne-Franche-Comté et Climat du département du Jura.
En 2010, le climat de la commune est de type climat de montagne, selon une étude du Centre national de la recherche scientifique s'appuyant sur une série de données couvrant la période 1971-2000. En 2020, Météo-France publie une typologie des climats de la France métropolitaine dans laquelle la commune est dans une zone de transition entre le climat semi-continental et le climat de montagne et est dans la région climatique  Jura, caractérisée par une forte pluviométrie en toutes saisons (1 000 à 1 500 mm/an), des hivers rigoureux et un ensoleillement médiocre. 
Pour la période 1971-2000, la température annuelle moyenne est de 11,6 °C, avec une amplitude thermique annuelle de 18 °C. Le cumul annuel moyen de précipitations est de 1 418 mm, avec 12,8 jours de précipitations en janvier et 8,8 jours en juillet. Pour la période 1991-2020, la température moyenne annuelle observée sur la station météorologique de Météo-France la plus proche, « Cernon », sur la commune de Cernon à 6 km à vol d'oiseau, est de 10,4 °C et le cumul annuel moyen de précipitations est de 1 567,8 mm. 
La température maximale relevée sur cette station est de 38,6 °C, atteinte le 13 août 2003 ; la température minimale est de −24 °C, atteinte le 10 janvier 1985,,. 
Les paramètres climatiques de la commune ont été estimés pour le milieu du siècle (2041-2070) selon différents scénarios d'émission de gaz à effet de serre à partir des nouvelles projections climatiques de référence DRIAS-2020. Ils sont consultables sur un site dédié publié par Météo-France en novembre 2022.

## Urbanisme

### Typologie
Au 1er janvier 2024, Jeurre est catégorisée commune rurale à habitat dispersé, selon la nouvelle grille communale de densité à sept niveaux définie par l'Insee en 2022.
Elle est située hors unité urbaine. Par ailleurs la commune fait partie de l'aire d'attraction d'Oyonnax, dont elle est une commune de la couronne,. Cette aire, qui regroupe 40 communes, est catégorisée dans les aires de 50 000 à moins de 200 000 habitants,.

### Occupation des sols
L'occupation des sols de la commune, telle qu'elle ressort de la base de données européenne d’occupation biophysique des sols Corine Land Cover (CLC), est marquée par l'importance des forêts et milieux semi-naturels (77,6 % en 2018), en diminution par rapport à 1990 (78,4 %). La répartition détaillée en 2018 est la suivante : 
forêts (77,6 %), zones agricoles hétérogènes (13,4 %), prairies (5,5 %), eaux continentales (3,6 %). L'évolution de l’occupation des sols de la commune et de ses infrastructures peut être observée sur les différentes représentations cartographiques du territoire : la carte de Cassini (XVIIIe siècle), la carte d'état-major (1820-1866) et les cartes ou photos aériennes de l'IGN pour la période actuelle (1950 à aujourd'hui).

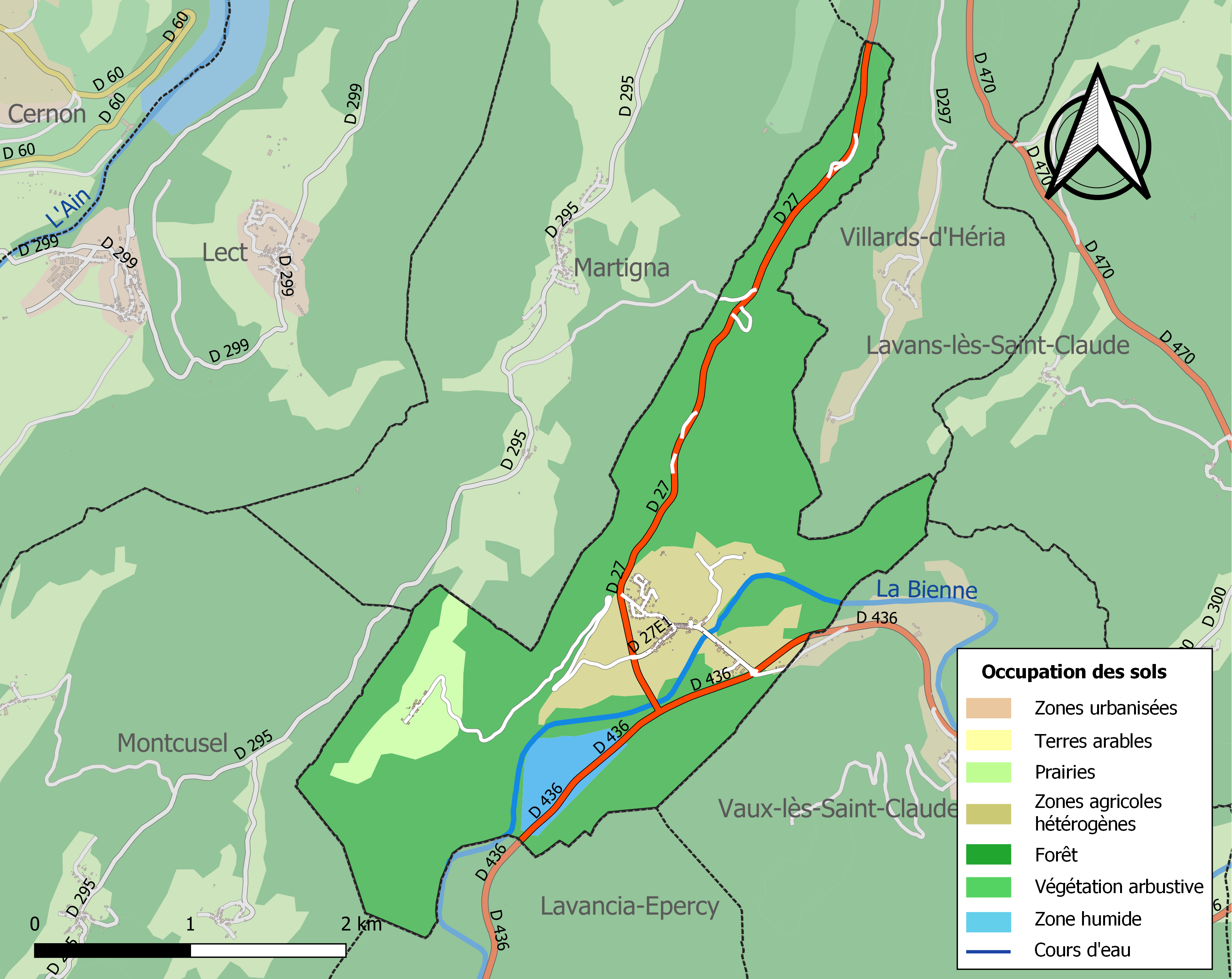
Carte des infrastructures et de l'occupation des sols de la commune en 2018 (CLC).

## Économie
Le patrimoine artisanal est constitué à Jeurre d’un atelier de tabletterie sur corne qui partage avec plus d’un demi-siècle d’expérience, la passion de son travail, dans le cadre des activités jurassiennes ; et de la tournerie Monneret, qui produit des objets en bois depuis 1951. Elle fabrique notamment un million de cochonnets en buis par an, se plaçant dans les plus grands fabricants mondiaux de cet objet.
Un gîte de France et une aire de camping-car sont également présents.

## Toponymie
L'occupation romaine du site est peut-être l’aménagement d’un Oppidum faisant suite à un bourg fortifié gaulois, permettent d'accréditer cette explication : La racine toponymique de Jeurre renvoie au gallo-romain divodurum, avec passage habituel de l’initiale di- à j- comme pour diurnus donnant « jour ». Ce toponyme est issu du gaulois devo, « dieu» et en seconde position duro, en latin durum, qui signifie « forteresse ». Duro est précédé d’un -ó- de liaison accentué qui a plus ou moins abouti à des terminaisons en -erre ou –eurre dans le Nord de la France, qui signifie : la « forteresse  divine ».

## Histoire
Jeurre, village à l'origine établi sur la crête du Valvert fut entièrement détruit par les Huns en 512 ap. J.-C. et reconstruit dans la vallée quelques années plus tard.
Connue dès l’époque romaine, a vécu les soubresauts d’une vallée qui demeura au cours des siècles une importante voie de passage (axe Lyon-Genève). La rivière Bienne, à l’époque romaine, servait à transporter les bois de sapins et ceci jusqu’au siècle dernier par « des radeliers » jusqu'à Lyon.
À 150 mètres de l’entrée de la grotte de Nerbier, un barrage fut construit pour permettre d’alimenter le village en eau potable mais également un canal fut construit afin d’amener l’eau de la source du Nerbier vers une petite usine électrique, où celle-ci fonctionna dès 1899 afin d’éclairer le château et une ou deux lampes d’éclairage public. Jeurre fut ainsi l’un des premiers villages du Jura à être éclairé par l’électricité.
Les habitants de Jeurre sont dits « Les Tartares » car, au début du siècle dernier, des habitants du village pillaient de riches diligences circulant sur l’axe Lyon-Genève et ces personnes en diligence ont ainsi surnommé les gens de ce pays « Les Tartares » et depuis cette nomination est restée.

## Politique et administration
| Période   | Période   | Identité         | Étiquette | Qualité |
| --------- | --------- | ---------------- | --------- | ------- |
| mars 2001 | mars 2014 | Robert Turbiaz   |           |         |
| mars 2014 | 2020      | Julien Manna     | SE        | Cadre   |
| 2020      | En cours  | Sylvie Corazzini |           |         |

## Démographie
L'évolution du nombre d'habitants est connue à travers les recensements de la population effectués dans la commune depuis 1793. Pour les communes de moins de 10 000 habitants, une enquête de recensement portant sur toute la population est réalisée tous les cinq ans, les populations de référence des années intermédiaires étant quant à elles estimées par interpolation ou extrapolation. Pour la commune, le premier recensement exhaustif entrant dans le cadre du nouveau dispositif a été réalisé en 2006.

En 2022, la commune comptait 238 habitants, en évolution de −12,18 % par rapport à 2016 (Jura : −0,81 %, France hors Mayotte : +2,11 %).
| 1793 | 1800 | 1806 | 1821 | 1831 | 1836 | 1841 | 1846 | 1851 |
| ---- | ---- | ---- | ---- | ---- | ---- | ---- | ---- | ---- |
| 270  | 238  | 240  | 218  | 514  | 388  | 417  | 422  | 385  |

| 1856 | 1861 | 1866 | 1872 | 1876 | 1881 | 1886 | 1891 | 1896 |
| ---- | ---- | ---- | ---- | ---- | ---- | ---- | ---- | ---- |
| 381  | 350  | 366  | 343  | 338  | 333  | 433  | 342  | 285  |

| 1901 | 1906 | 1911 | 1921 | 1926 | 1931 | 1936 | 1946 | 1954 |
| ---- | ---- | ---- | ---- | ---- | ---- | ---- | ---- | ---- |
| 263  | 295  | 291  | 223  | 210  | 229  | 197  | 177  | 160  |

| 1962 | 1968 | 1975 | 1982 | 1990 | 1999 | 2006 | 2011 | 2016 |
| ---- | ---- | ---- | ---- | ---- | ---- | ---- | ---- | ---- |
| 168  | 142  | 127  | 153  | 220  | 253  | 257  | 256  | 271  |

| 2021 | 2022 | - | - | - | - | - | - | - |
| ---- | ---- | - | - | - | - | - | - | - |
| 248  | 238  | - | - | - | - | - | - | - |

## Culture locale et patrimoine

### Lieux et monuments
- Église Saint-Léger

### Personnalités liées à la commune
- Jean-Louis Monnier (1780-1842), homme politique, député du Jura de 1834 à 1837.
- Marcel Monnier, journaliste et explorateur mort en 1918 sur la commune

### Héraldique
| Blason de Jeurre | Blason  | Tranché d'azur à l'arbre au naturel soutenu d'un vol d'or, et du même au cerf passant au naturel ; à la bande de sable chargée de deux fois isolées d'argent, brochant sur la partition. |
| Blason de Jeurre | Détails | Création de Messieurs Charlie Escarbelt, Julien Manna, Cyril Piroux et Frédéric Luz, adoptée par la municipalité le 12 décembre 2008.                                                    |

Pas d'information pour Jouhe